# گره سه‌پره
در نظریه گره، در شاخه ای از ریاضیات، گره سه گانه یا سه پره ساده‌ترین مثال از گره ریاضی غیر ساده است. می‌توان با اتصال دو سر شل یک گره معمولی به هم یک حلقه گره دار، سه پره را بدست آورد. به عنوان ساده‌ترین گره، سه پره برای مطالعه نظریه گره ریاضی اساسی است.

## توضیحات
گره سه فویل را می‌توان به عنوان منحنی به دست آمده از معادلات پارامتری زیر تعریف کرد:
{\displaystyle {\begin{aligned}x&=\cos t+2\cos 2t\\y&=\sin t-2\sin 2t\\z&=-\sin 3t\end{aligned}}}
گره (۲٬۳)- چنبره نیز یک گره سه‌لا است. معادلات پارامتری زیر یک گره چنبره (۲٬۳) را نشان می‌دهد که روی چنبره قرار دارد {\displaystyle (r-2)^{2}+z^{2}=1} :
{\displaystyle {\begin{aligned}x&=(2+\cos 3t)\cos 2t\\y&=(2+\cos 3t)\sin 2t\\z&=\sin 3t\end{aligned}}}

گره اورهند با به هم پیوستن انتها تبدیل به گره سه‌گانه می‌شود.

تحقق گره سه‌گانه

اگر یک سر نوار یا تسمه سه بار برگردانده شود و سپس به سر دیگر چسبانده شود، لبه آن یک گره سه پره ایجاد می‌کند.

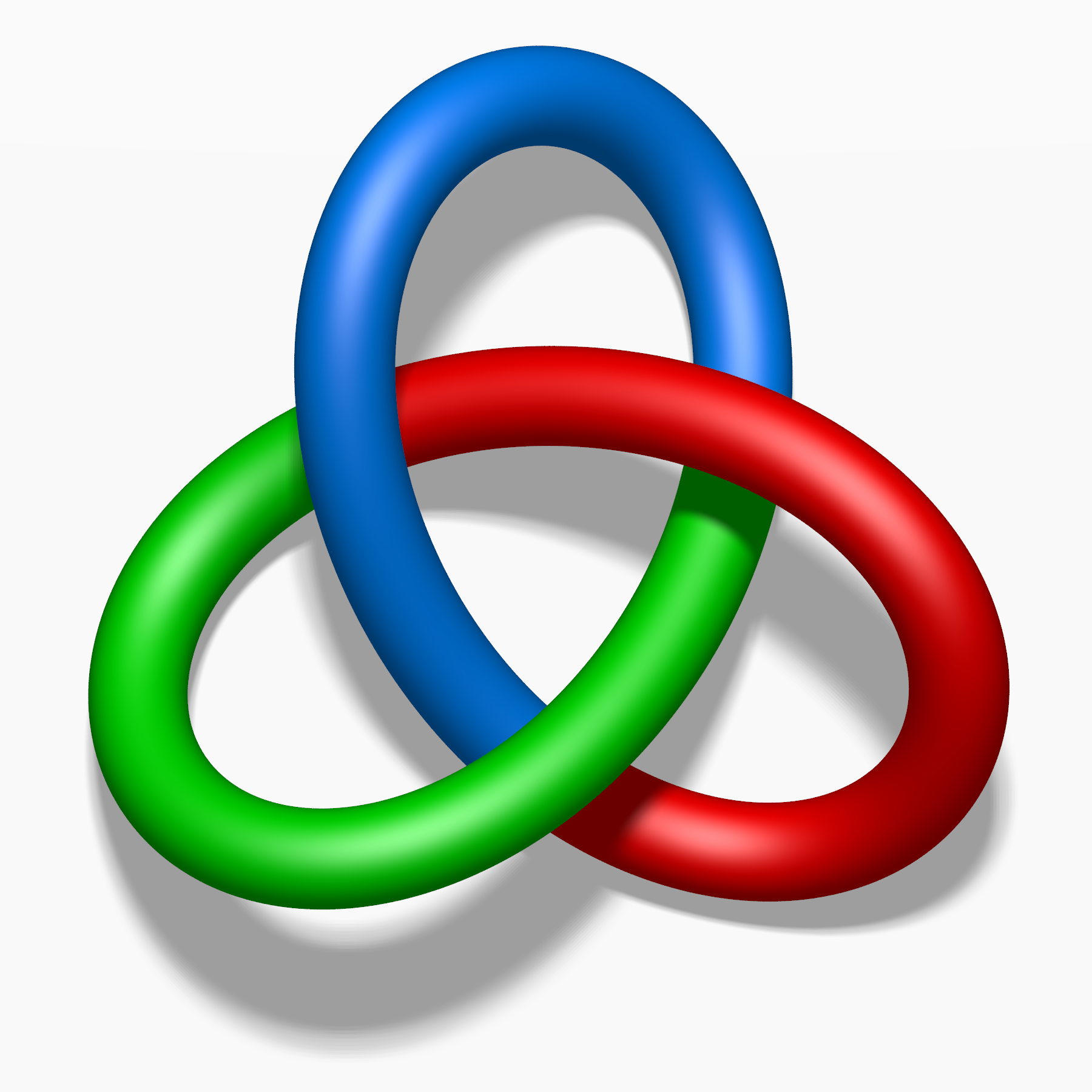
گره سه پره سه رنگ است.

## در دین و فرهنگ
به‌عنوان ساده‌ترین گره غیر ساده، سه‌پره یک نقش رایج در شمایل‌نگاری و هنرهای تجسمی است. برای مثال، شکل رایج نماد تریکوئترا، مانند برخی از نسخه‌های والکنوت ژرمنی، سه‌پره است.
- An ancient Norse Mjöllnir pendant with trefoils
- A simple triquetra symbol
- A tightly-knotted triquetra
- The Germanic Valknut
- A metallic Valknut in the shape of a trefoil
- A Celtic cross with trefoil knots
- A Carolingian cross
- Trefoil knot used in aTV's logo
- Mathematical surface in which the boundary is the trefoil knot in different angles.

در هنر مدرن، گره‌های چوبی اثر موریس اشر سه گره سه‌پره را به تصویر می‌کشد که فرم‌های جامد آن‌ها به روش‌های مختلف پیچ خورده‌است.